# زادیان، افغانستان
زادیان (به لاتین: Zadian) یک منطقهٔ مسکونی در افغانستان است که در ولایت بلخ واقع شده‌است.